# Jorge Oyhanart
Jorge Alberto Oyhanart (Parada Robles, Buenos Aires; 19 de mayo de 1948) es un expiloto argentino de automovilismo de velocidad. Reconocido a nivel nacional por sus participaciones en el Turismo Carretera, categoría donde supo destacarse por sus victorias obtenidas y por haber alcanzado el subcampeonato en el año 1987.
Compitió en su país a nivel zonal y nacional en las categorías Libres Mil, TC del Oeste, Desafío de los Valientes y Club Argentino de Pilotos. Fue campeón de Libres Mil en 1976 y de TC de Oeste en 1978, mientras que a nivel nacional fue subcampeón de Turismo Carretera en 1987. Obtuvo su primera victoria el 7 de septiembre de 1986, en la Vuelta de Junín de ese año, la cual lo hizo ingresar al historial de ganadores del TC, como el piloto número 142 en lograr por primera vez un triunfo en esta categoría, honor que repitió en seis oportunidades durante su trayectoria en la misma.
A nivel internacional, formó parte de la Misión Argentina Roberto Mouras que participó en las 24 Horas de Daytona al comando de un Oldsmobile Cutlass Supreme, conformando la tripulación del vehículo N.º 25, junto a Emilio Satriano, Eduardo Ramos y Fabián Acuña.
Tras la temporada 1993, tuvo esporádicas participaciones en el TC, comenzando a dedicarse de lleno a la atención y puesta en pista de autos bajo su propia escudería, «Oyhanart Competición», con la cual propició el debut de varios pilotos. Se retiró definitivamente en el año 1994. Su hijo Mariano Andrés Oyhanart también fue piloto de automovilismo.

## Biografía
Nacido en la localidad de Parada Robles, Partido de Exaltación de la Cruz, Provincia de Buenos Aires, pero radicado en la localidad de Pilar, Jorge Oyhanart inició su carrera deportiva en el ámbito de los karting, durante la primera mitad de los años 1970. En 1976 debutó profesionalmente al ingresar a la categoría conocida en ese entonces como Fiat Libres Mil (hoy Asociación Libres Mil Agrupados, A.L.M.A.), de la cual supo proclamarse campeón en su temporada debut. Su carrera deportiva continuó en el TC del Oeste, categoría a la que llegó en 1980 y que en 1981 lo viera conquistar un nuevo título al comando de un Ford Falcon modificado. Sus actuaciones en esta categoría, le dieron los pergaminos suficientes como para proyectar su incursión a nivel nacional, algo que se terminó concretando en el año 1983, al debutar en el Turismo Carretera al comando de un Ford Falcon.
Poseedor de un estilo de conducción aguerrido, Oyhanart prontamente adquirió notoriedad en el ámbito del TC, no solo por su identificación con la marca Ford (a la cual representó mayoritariamente a lo largo de su carrera deportiva), sino también por sus cualidades que lo llevaron a pelear por el título en más de una oportunidad. En el año 1987, obtuvo su actuación más destacada al pelear palmo a palmo el título, quedándose finalmente con el subcampeonato por detrás del eventual campeón Oscar Castellano. En este mismo año, se produjo a la par de su participación en el TC su debut en el Club Argentino de Pilotos, categoría en la que debutó al comando de un Nissan 300 ZX. En 1989 volvió a desdoblar su agenda al sumarse al Desafío de los Valientes, competencia especial organizada por Fiat y Sevel Argentina, en la cual compitió al comando de un Fiat Uno.
A comienzos de los años 1990, su carrera deportiva comenzó a entrar en declive aunque continuaba estando entre los considerados para pelear el título de TC en cada temporada. Esto le terminó valiendo la convocatoria a fines de 1992 a la Misión Argentina de la Asociación Corredores de Turismo Carretera que participó a inicios del año siguiente en la competencia de las 24 Horas de Daytona, donde condujo un Oldsmobile Cutlass Supreme junto a sus compañeros Emilio Satriano, Eduardo Ramos y Fabián Acuña. Como retribución por esta invitación, Oyhanart hizo lo propio con el norteamericano Dale Kreider, propietario del equipo que permitió la participación de la Misión Argentina, al invitarlo a la primera edición de las 2 horas de Buenos Aires del TC, convirtiéndolo en el primer norteamericano en debutar en esta categoría del automovilismo argentino.
Tras su participación en el año 1993 y luego de realizar una sola competencia en 1994, anunció su retiro de la actividad deportiva, dedicándose de forma exclusiva a la atención y puesta en pista de sus máquinas, para permitir el debut de otros competidores. Sus números finales en el TC muestran 172 carreras, 6 victorias y un subcampeonato en 1987.

## Trayectoria
| Año  | Categoría                           | Marca           |
| ---- | ----------------------------------- | --------------- |
| 1976 | Fiat Libres Mil, debut y campeonato | Fiat 600        |
| 1977 | Fiat Libres Mil                     | Fiat 600        |
| 1978 | Fiat Libres Mil                     | Fiat 600        |
| 1979 | Fiat Libres Mil                     | Fiat 600        |
| 1980 | Debut en TC del Oeste               | Ford Falcon     |
| 1981 | Campeón de TC del Oeste             | Ford Falcon     |
| 1982 | TC del Oeste                        | Ford Falcon     |
| 1983 | Debut en Turismo Carretera          | Ford Falcon     |
| 1984 | Turismo Carretera                   | Ford Falcon     |
| 1985 | Turismo Carretera                   | Ford Falcon     |
| 1986 | Turismo Carretera                   | Ford Falcon     |
| 1987 | Subcampeón de Turismo Carretera     | Ford Falcon     |
| 1987 | Debut en Club Argentino de Pilotos  | Nissan 300 ZX   |
| 1988 | Turismo Carretera                   | Ford Falcon     |
| 1989 | Turismo Carretera                   | Ford Falcon     |
| 1989 | Desafío de los Valientes            | Fiat Uno        |
| 1990 | Turismo Carretera                   | Ford Falcon     |
| 1991 | Turismo Carretera                   | Ford Falcon     |
| 1992 | Turismo Carretera                   | Ford Falcon     |
| 1993 | 24 Horas de Daytona                 | Cutlass Supreme |
| 1993 | Turismo Carretera                   | Ford Falcon     |
| 1994 | Turismo Carretera, 1 carrera        | Ford Falcon     |

- [1][2]

## Palmarés

### Títulos obtenidos
| Título     | Categoría         | Marca       | Año  |
| ---------- | ----------------- | ----------- | ---- |
| Campeón    | Fiat Libres Mil   | Fiat 600    | 1976 |
| Campeón    | TC Del Oeste      | Ford Falcon | 1981 |
| Subcampeón | Turismo Carretera | Ford Falcon | 1987 |

### Carreras ganadas en TC
| # | Fecha                    | Competencia                    | Automóvil   | Promedio     |
| - | ------------------------ | ------------------------------ | ----------- | ------------ |
| 1 | 07 de septiembre de 1986 | Vuelta de Junín                | Ford Falcon | 170.720 km/h |
| 2 | 05 de abril de 1987      | Vuelta de Bahía Blanca         | Ford Falcon | 182.394 km/h |
| 3 | 26 de abril de 1987      | Vuelta de Junín                | Ford Falcon | 154.137 km/h |
| 4 | 26 de junio de 1988      | Autódromo Juan Manuel Fangio   | Ford Falcon | 140.776 km/h |
| 5 | 02 de abril de 1989      | Autódromo Oscar Alfredo Gálvez | Ford Falcon | 168.025 km/h |
| 6 | 23 de abril de 1989      | Autódromo Juan Manuel Fangio   | Ford Falcon | 139.635 km/h |

- Total: 6 victorias entre 1983 y 1994.

## Controversia
El 10 de octubre del año 2003, el expiloto de TC Jorge Alberto Oyhanart se vio involucrado en un confuso episodio, que le valió ser detenido por la Justicia. Según la declaración de Oyhanart, el episodio se produjo a partir de un encuentro que tuvo el expiloto con tres exmecánicos que se acercaron a su residencia (en las afueras de la localidad de Pilar), con el fin de reclamar la devolución de una máquina. El tenor del reclamo, aparentemente provocó la reacción de uno de estos tres mecánicos generando una gresca de la cual, tanto Oyhanart como su esposa resultaron con diversas heridas en el rostro. La situación elevó su punto de violencia al producirse la retirada de los tres individuos, ya que a la salida fueron interceptados por el propio Oyhanart, quien fue tras sus agresores empuñando una escopeta y disparando contra los mismos. Como consecuencia de este último ataque, resultó herida una persona conocida como Eduardo Cáceres, quien recibió un disparo a la altura del rostro. Por disposición de la Justicia, Oyhanart fue detenido bajo el cargo de "tentativa de homicidio con disparo de arma de fuego". Tras las actuaciones de rigor, finalmente Oyhanart fue puesto en libertad.